# Carol Ann Susiová
Carol Ann Susiová (Susi, 2. únor 1952 Brooklyn, New York – 11. listopad 2014 Los Angeles, Kalifornie) byla divadelní a filmová herečka ze Spojených států amerických. Objevila se ve vedlejších rolích v mnoha seriálech, ale její nejslavnější rolí byla paní Wolowitzová v seriálu Teorie velkého třesku, která se na scéně nikdy neukáže, vždy je pouze slyšet její hlas (v češtině předabovaný Zuzanou Skalickou). Dabování si vyzkoušela i u počítačových her.
Zemřela na rakovinu krátce po jejím zjištění.